# Moriago della Battaglia
Moriago della Battaglia es una comune italiana situada en la provincia de Treviso, en Véneto. Tiene una población estimada, a fines de febrero de 2022, de 2783 habitantes.